# Andrij Ponomar
Andrij Ponomar (ukrajinsky Андрій Пономар; * 5. září 2002) je ukrajinský profesionální silniční cyklista jezdící za UCI ProTeam Team Corratec–Vini Fantini.

## Kariéra
V květnu 2021 byl Ponomar jmenován na startovní listině Gira d'Italia 2021. Stal se tak nejmladším účastníkem tohoto závodu od roku 1929. Později téhož roku získal Ponomar své první profesionální vítězství, a to na ukrajinském národním šampionátu, kde zvítězil v silničním závodu.
V prosinci 2022 podepsal Ponomar kontrakt s UCI WorldTeamem Arkéa–Samsic pro sezónu 2023. Stal se tak po boku Marka Paduna jediným ukrajinským závodníkem v UCI World Tour. 1. srpna 2023 bylo oznámeno, že po vzájemné dohodě Ponomar předčasně ukončil svou smlouvu s týmem Arkéa–Samsic. Důvodem bylo Ponomarovo přání se přestěhovat zpět do Itálie, kde žila část jeho rodiny. 10. srpna téhož roku pak bylo oznámeno, že se Ponomar s okamžitou platností stává členem UCI ProTeamu Team Corratec–Selle Italia a že s týmem podepsal smlouvu do konce roku 2024.

## Hlavní výsledky
2018
Národní šampionát
3. místo časovka juniorů
2019
Mistrovství Evropy
 vítěz silničního závodu juniorů
8. místo časovka juniorů
Národní šampionát
 vítěz silničního závodu juniorů
 vítěz časovky juniorů
Trophée Centre Morbihan
vítěz 3. etapy
La Coupe du President de la Ville de Grudziądz
4. místo celkově
LVM Saarland Trofeo
5. místo celkově
vítěz 2. etapy
Course de la Paix Juniors
6. místo celkově
2020
Grand Prix Rüebliland
 celkový vítěz
vítěz 1. etapy
2021
Národní šampionát
 vítěz silničního závodu
Bělehrad–Banja Luka
 vítěz soutěže mladých jezdců
2022
10. místo Giro della Toscana

### Výsledky na Grand Tours
| Grand Tour      | 2021 | 2022 |
| --------------- | ---- | ---- |
| Giro d'Italia   | 67   | 117  |
| Tour de France  | —    | —    |
| Vuelta a España | —    | —    |

| —   | Nezúčastnil se |
| DNF | Nedokončil     |